# And I Am Telling You I'm Not Going
And I Am Telling You I'm Not Going (conosciuta anche solo come And I Am Telling You) è una torch song del musical statunitense Dreamgirls, scritta da Tom Eyen e composta da Henry Krieger. Nel musical questo brano, presente al termine del primo atto, è cantato dal personaggio Effie White, una delle componenti delle The Dreams, che descrive la breve storia d'amore avuta con il suo manager Curtis Taylor Jr. da cui è stata messa da parte e per cui lei non se ne capacita.
Questo brano è stato il primo singolo registrato per le due cantanti che hanno rivestito il ruolo di Effie White: Jennifer Holliday e Jennifer Hudson. Infatti, nel 1981, Holliday per la sua performance a Broadway vinse un Tony Award per questa performance e l'anno seguente fu premiata con un Grammy Award per la "miglior performance R&B di una donna". Hudson, che nel 2006 rivestì questo ruolo nell'adattamento cinematografico, vinse un Oscar l'anno successivo.

## Versione di Jennifer Holliday
Nel 1982, l'attrice che aveva impersonato a Broadway la cantante Effie White, Jennifer Holliday, realizzò la canzone come singolo. Fu il suo primo singolo ed incontrò il favore del pubblico. Quest'esibizione premiò l'interprete con la vittoria del Grammy e rimane tuttora una delle canzoni più memorabili della cantante.

## Versione di Jennifer Hudson
Il brano fu registrato nel 2006 dalla concorrente di American Idol Jennifer Hudson che rivestiva il ruolo di Effie White nella trasposizione cinematografica di Dreamgirls. Fu il secondo singolo estratto dall'album Dreamgirls: Music from the Motion Picture e fu inserito anche nell'album d'esordio della cantante Jennifer Hudson del 2008.
Durante la notte degli Oscar del 2007, Jennifer Hudson fu premiata come miglior attrice non protagonista per il ruolo di Effie e non mancò di citare Holliday nel suo discorso di ringraziamento. Nel giugno dello stesso anno, le due cantanti si esibirono insieme ai BET Awards per la prima volta con And I Am Telling You. La versione della Hudson divenne anche un Dance remix ad opera di Richie Jones e Eric Kupper.

## Altre realizzazioni
Numerose sono state nel corso degli anni le artiste e gli artisti che hanno cantato questo brano tra cui Whitney Houston che nel 1994 agli American Music Award la cantò in un medley con I Have Nothing. In seguito alla pellicola cinematografica la canzone è stata ripresa in alcune serie televisive (Glee e Martin) e in numerosi programmi televisivi specialmente quelli basati su competizioni canore come X Factor e Got Talent.